# The Coastline
The Coastline è un film del 1983 diretto da Peter Greenaway.
Si tratta di un mockumentary o "falso documentario" conosciuto anche come The Sea in their Blood, e presentato al National Maritime Museum di Greenwich Regno Unito, come Beside the Sea. La lavorazione è iniziata nel 1976 terminando nel 1983.

## Trama
Il film consiste in una varia serie di immagini legate al mare e al mondo della pesca, diapositive di pesci e molluschi, riprese di grandi onde che si schiantano contro le rocce, inquadrature di pontili e fari, mentre una voce narrante elenca un insieme di statistiche e di informazioni di dubbia o nessuna veridicità.

## Produzione
Il film è stato prodotto dalla Central Office of Information (COI) e dalla London Television Service.

## Distribuzione
Il documentario è stato distribuito in DVD dalla BFI Video nel 2010 nel Regno Unito.